# Broadway Theatre (teatro)
Il Broadway Theatre è un teatro di Broadway sito nel quartiere di Midtown Manhattan a New York.

## Storia
Progettato da Eugene De Rosa per Benjamin S. Moss, il Broadway Theatre aprì al pubblico il giorno di Natale del 1924, con il nome di B.S. Moss's Colony Theatre. Da allora il teatro ha cambiato nome più volte - Universal's Colony Theatre, Earl Carroll's Broadway Theatre e Ciné Roma - prima di essere ribattezzato Broadway Theatre nel 1930. Il teatro nacque originariamente come cinema e fu convertito a teatro solo nel 1937, pur continuando ad alternare messe in scena di opere teatrali e proiezioni di film sino agli anni 50. La Shubert Organization rilevò il teatro nel 1939 e lo ristrutturò nel 1956 e 1986. La grande capienza di pubblico (oltre millesettencento posti a sedere) e le vaste dimensioni del palco hanno reso il Broadway Theatre ideale per le messe in scene di musical o consolidate opere teatrali già prodotte in teatri più piccoli di Broadway.
Il Broadway cominciò ad ospitare produzioni di musical dagli anni quaranta, quando il teatro vide le prime produzioni di Carmen Jones, Lady in the dark e Damn Yankees. Negli anni cinquanta, quando ancora lavorava parallelamente come cinema, ospitò invece musical di grande successo come Oklahoma! (1951), Kiss Me, Kate (1952) e South Pacific (1953), prima di ospitare la prima di Gypsy (1959) con Ethel Merman. Negli anni sessanta furono messi in scena al Broadway Theatre allestimenti di The Music Man (1960), Fiorello! (1961), My Fair Lady (1962), Funny Girl (1966), Cabaret (1968) e The Pirates of Penzance (1969). Gli anni settanta furono invece caratterizzati dalle messe in scena di Fiddler on the Roof (1970), l'operetta Candide (1974), un revival di Guys and Dolls (1976) e The Wiz (1977); tra il 1979 e il 1983 il musical di Andrew Lloyd Webber Evita rimase in cartellone per quattro anni, ottenendo un grande successo di critica e pubblico.
Nel 1984 Yul Brynner tornò ad interpretare il Re del Siam, un ruolo per cui vinse l'Oscar al miglior attore, proprio al Broadway Theatre, quando il teatro ospitò un revival di The King and I. Tra il 1987 e il 1990 il teatro vide la prima di Broadway di Les Misérables, mentre tra il 1991 e il 2001 il musical Miss Saigon rimase in cartellone per oltre quattromila repliche. Nel 2002 Baz Luhrmann ha diretto La bohème di Puccini con il tenore Alfie Boe, mentre nel 2008 il musical Shrek fece il suo debutto proprio al Broadway, seguito da Promises, Promises (2010) e Sister Act (2011). Il resto degli anni 2010 hanno visto il teatro ospitare diversi revival di musical di successo, tra cui Fiddler on the Roof (2015-2016), Miss Saigon (2017-2018) e West Side Story (2019-2020). Dal marzo 2020 al gennaio 2021 il teatro resta chiuso a causa della Pandemia di COVID-19 del 2019-2021.